# Giulio Cesare Procaccini

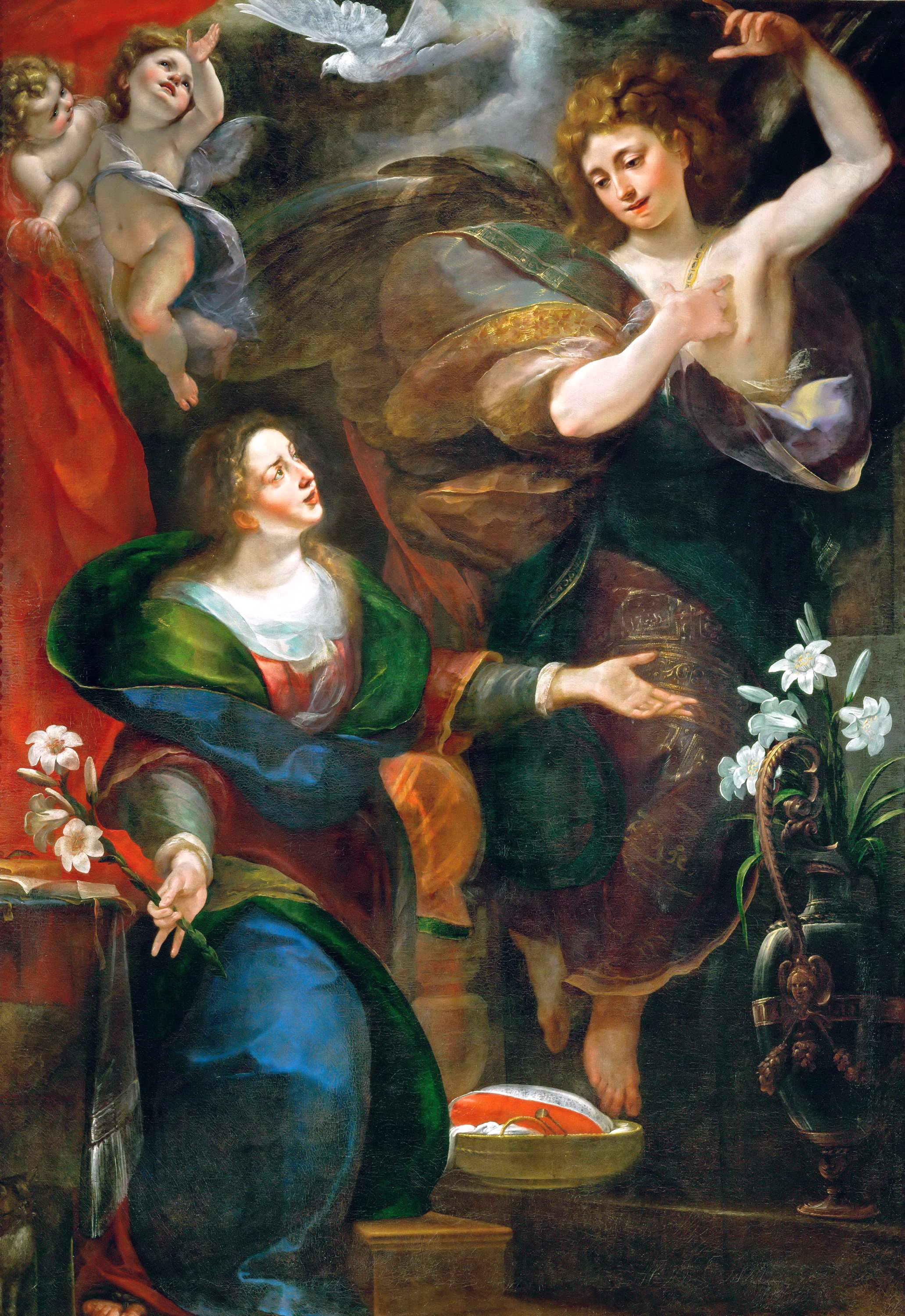
Zwiastowanie (ok. 1620)

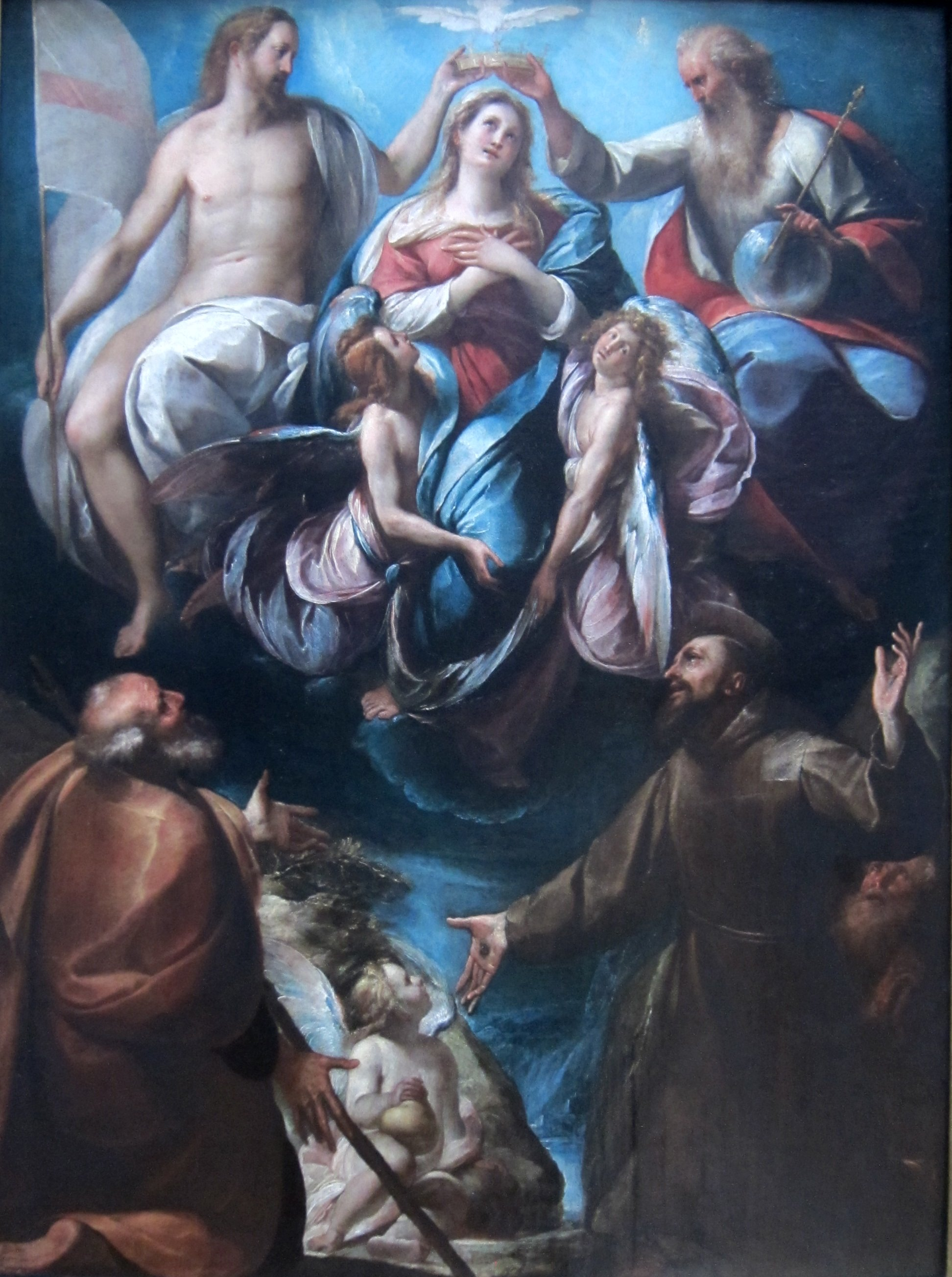
Koronacja Marii (1604–1607)

Giulio Cesare Procaccini (ur. w 1574 w Bolonii, zm. w 1625 w Mediolanie) – włoski malarz i rzeźbiarz, przedstawiciel późnego manieryzmu lombardzkiego.
Działał w Mediolanie, Modenie i Genui. Początkowo pracował jako rzeźbiarz (wystrój kościoła Santa Maria presso San Celso w Mediolanie), po 1600 zajął się malarstwem.
Należał do tzw. malarzy zarazy (wł. pittori della peste), którzy działali w środowisku mediolańskim w okresie pomiędzy wielkimi zarazami w 1576 i 1630, malując niezliczone męczeństwa i ekstazy świętych w duchu kontrreformacji. Byli wśród nich m.in. Pier Francesco Mazzuchelli, Giovanni Battista Crespi i Daniele Crespi.
Malował przede wszystkim ołtarzowe i sztalugowe obrazy religijne. Był współautorem (wraz z Cerano i Morazzone) słynnego obrazu Męczeństwo świętych Rufiny i Sekundy, zw. Dziełem trzech rąk. Obraz powstał w latach 1622–1625 i przedstawia dwie rzymskie święte z III w., które pozostając wierne ślubom czystości zostały skazane na śmierć.
Malarzami byli również jego ojciec Ercole Procaccini (1515–1596) oraz dwaj bracia Camillo Procaccini (ok. 1560–1629) i Carlo Antonio Procaccini (1555–1605).

## Dzieła
- Autoportret –  70 × 49 cm, Pinakoteka Brera, Mediolan
- Ekstaza św. Marii Magdaleny –  1616–1620, 216 × 146 cm, National Gallery of Art, Waszyngton
- Koronacja Marii ze świętymi –  1604–1607, J. Paul Getty Museum, Los Angeles
- Madonna z Dzieciątkiem –  ok. 1610, 56 × 73 cm, Ermitaż, Sankt Petersburg
- Madonna z Dzieciątkiem i aniołami w girlandzie –  ok. 1620, 48 × 36 cm, Prado, Madryt
- Madonna z Dzieciątkiem, małym św. Janem i aniołem –  1610–1620, 67 × 60 cm, Kunsthistorisches Museum, Wiedeń
- Madonna z Dzieciątkiem ze świętymi i aniołami –  1610–1620, 257 × 143 cm, Metropolitan Museum of Art, Nowy Jork
- Mistyczne zaślubiny św. Katarzyny –  149 × 145 cm, Pinakoteka Brera, Mediolan
- Opłakiwanie Chrystusa –  ok. 1611, 258,5 × 198,5 cm, Kunsthistorisches Museum, Wiedeń
- Pietà –  146 × 124,5 cm, Museo Diocesano, Mediolan
- Pokój goniący Wojnę –  ok. 1620, 264 × 171 cm, Luwr, Paryż
- Pokutująca Maria Magdalena  53,5 × 47,5 cm, Kunsthistorisches Museum, Wiedeń
- Portret kardynała Federica Borromeo –  1610, 68 × 55 cm, Museo Diocesano, Mediolan
- Św. Karol Boromeusz w glorii z Michałem Archaniołem –  ok. 1620, Narodowa Galeria Irlandii, Dublin
- Św. Karol w chwale –  285 × 169 cm, Pinakoteka Brera, Mediolan
- Św. Karol z martwym Chrystusem –  200 × 160 cm, Pinakoteka Brera, Mediolan
- Św. Sebastian i aniołowie –  1610–1612, 285 × 139 cm, Królewskie Muzea Sztuk Pięknych, Bruksela
- Święta Rodzina –  162 × 107 cm, Galeria Obrazów Starych Mistrzów w Dreźnie
- Święta Rodzina z małym św. Janem i aniołem –  1620–1625, 157 × 108 cm, Ermitaż, Sankt Petersburg
- Zwiastowanie –  ok. 1620, 237 × 164 cm, Luwr, Paryż